# Mokhtar Kalem
Pour les articles homonymes, voir Mokhtar et Kalem.
Mokhtar Kalem (en arabe : مختار كالم), est un footballeur international algérien des années 1960 et 1970. Il évoluait au poste d'attaquant.
Il compte 13 sélections en équipe nationale entre 1967 et 1972.  il était président du club  Chabab Riadhi Belouizdad 2012 jusqu'à 2013

## Biographie
International algérien de 1967 à 1972, il dispute la CAN 1968, inscrivant un but contre l'Ouganda. L'Algérie est éliminée au premier tour de la compétition. 
Il dispute également les Jeux méditerranéens de 1967, et un match comptant pour les éliminatoires de la Coupe du monde 1974 face à la Guinée.
En club, il joue pour le CR Belcourt de 1965 à 1973, remportant le championnat algérien en 1965, en 1966, en 1969 et en 1970. Il gagne également la Coupe d'Algérie en 1966, en 1969 et en 1970.

## Statistiques Club
| Saison                | Club                  | Championnat           | Championnat | Championnat | Coupe(s) nationale(s) | Coupe(s) nationale(s) | Compétition(s) continentale(s) | Compétition(s) continentale(s) | Compétition(s) continentale(s) | Total | Total |
| Saison                | Club                  | Division              | M.          | B.          | M.                    | B.                    | Comp.                          | M.                             | B.                             | M.    | B.    |
| 1963-1964             | CR Belcourt           | 1                     | -           | -           | -                     | -                     | -                              | -                              | -                              | 0     | 0     |
| 1964-1965             | CR Belcourt           | 1                     | -           | 6           | -                     | -                     | -                              | -                              | -                              | 0     | 6     |
| 1965-1966             | CR Belcourt           | 1                     | -           | 8           | -                     | -                     | -                              | -                              | -                              | 0     | 8     |
| 1966-1967             | CR Belcourt           | 1                     | -           | +4          | -                     | -                     | -                              | -                              | -                              | 0     | 4     |
| 1967-1968             | CR Belcourt           | 1                     | -           | 15          | -                     | -                     | -                              | -                              | -                              | 0     | 15    |
| 1968-1969             | CR Belcourt           | 1                     | -           | 6           | -                     | -                     | -                              | -                              | -                              | 0     | 6     |
| 1969-1970             | CR Belcourt           | 1                     | -           | 3           | -                     | -                     | CMCC                           | 2                              | 1                              | 2     | 4     |
| 1970-1971             | CR Belcourt           | 1                     | -           | -           | -                     | -                     | CMCC                           | 4                              | 0                              | 4     | 0     |
| 1971-1972             | CR Belcourt           | 1                     | -           | 9           | -                     | -                     | CMCC                           | 2                              | 0                              | 2     | 9     |
| 1972-1973             | CR Belcourt           | 1                     | -           | -           | -                     | -                     | -                              | -                              | -                              | 0     | 0     |
| Total sur la carrière | Total sur la carrière | Total sur la carrière | +200        | +60         | -                     | +5                    | -                              | 8                              | 1                              | 208   | 66    |

1973-1974 nahussein-deyd......(1but en coupe d'afrique des clubs champions contre le jeanne d'arc dakar du sénégal en avril 1970 .
1974-1974-1975.......nahussein-deyd

## Palmarès
- Champion d'Algérie en 1965, 1966, 1969 et 1970 avec le CR Belcourt
- Vainqueur de la Coupe d'Algérie en 1966, 1969 et 1970 avec le CR Belcourt

- Vainqueur de la coupe d'Algérie en 1979 en tant qu'entraîneur avec l'NA Hussein Dey